# Acrapex brunneolimbata
Acrapex brunneolimbata är en fjärilsart som beskrevs av Emilio Berio 1975. Acrapex brunneolimbata ingår i släktet Acrapex och familjen nattflyn. Inga underarter finns listade i Catalogue of Life.